# Karel Zeman
Karel Zeman (ur. 3 listopada 1910 w Ostroměřu, zm. 5 kwietnia 1989 w Gottwaldovie) – czeski reżyser i scenarzysta filmowy, artysta, scenograf i animator, najbardziej znany z reżyserii filmów fantasy łączących żywą akcję z animacją. Ze względu na kreatywne wykorzystanie efektów specjalnych i animacji w swoich filmach często nazywany był „czeskim Mélièsem”.

## Życiorys
Zeman urodził się 3 listopada 1910 w Ostroměřu (koło Nowej Paki) w ówczesnych Austro-Węgrzech. Pod naciskiem rodziców studiował biznes w szkole średniej w Kolinie. W latach dwudziestych studiował we francuskiej szkole reklamowej i pracował w studiu reklamowym w Marsylii do 1936 roku. To we Francji po raz pierwszy pracował z animacją, kręcąc reklamę mydła. Po powrocie z Egiptu, Jugosławii i Grecji powrócił do ojczystej Czechosłowacji. Tam Zeman reklamował się w czeskich firmach takich jak Baťa i Tatra. W 1939 r. próbował przedłużyć pobyt w Casablance, ale został zablokowany przez utworzony przez nazistowskie Niemcy Protektorat Czech i Moraw; nie mogąc uzyskać niezbędnych dokumentów na czas, Zeman musiał pozostać w swoim kraju podczas niemieckiej okupacji.
Podczas wojny pracował jako szef reklamy w Dům služeb w Brnie. Reżyser filmowy Elmar Klos przyjechał do Brna, aby nakręcić kronikę filmową o konkursie dekoracji okien, którą wygrał Zeman. Klos zaproponował Zemanowi pracę w studiu animacji w Zlínie, który przyjął pracę w 1943 roku. W studiu Zeman pracował jako asystent pionierskiej animatorki Hermíny Týrlová, a w 1945 r. został dyrektorem grupy produkującej animacje poklatkowe. W tym samym roku, we współpracy z  Bořivojem Zemanem  nakręcił swój pierwszy film krótkometrażowy Vánoční sen. Krótkometrażowe połączenie animowanych lalek z materiałem filmowym na żywo było początkiem eksperymentów Zemana z nowymi technikami i gatunkami.
Następnie Zeman zajął się pracą solową, w tym serią satyrycznych krótkometrażowych kreskówek z komicznym jegomościem o imieniu Pan Prokouk, zmagającym się z codziennym życiem. Seria była dużym sukcesem, a postać stała się ulubieńcem Czechów. Zakład, który Zeman zaakceptował, rzucając mu wyzwanie, aby odkrył metodę pracy ze szkłem w animacji doprowadził do niezwykłego krótkiego Inspirace (1948), który opowiada pozbawioną słów, poetycką historię miłosną za pomocą animowanych szklanych figurek. Zeman przeszedł następnie do półgodzinnego filmu Král Lávra (1950), opartego na satyrycznym poemacie Karla Havlíčka Borovskiego; film zdobył nagrodę krajową. W 1952 roku Zeman ukończył swój pierwszy film fabularny Skarb ptasiek wyspy oparty na perskiej bajce i inspirowany się malarstwem perskim łącząc wiele technik animacji w przestrzeni dwu- i trójwymiarowej.
Jednak w 1955 roku Zeman rozpoczął pracę, z której jest najbardziej znany: sześć filmów fabularnych zaprojektowanych artystycznie w celu połączenia technik akcji na żywo i animacji. Były to:
- Wyprawa w przeszłość (1955), zainspirowany obrazami Zdeněka Buriana[10];
- Diabelski wynalazek (1958), na podst. Strasznego wynalazcy Juliusza Verne’a i nakręcony w celu naśladowania oryginalnych ilustracji do powieści Verne’a[11];
- Przygody Münchhausena (1961), na podst. Przygód barona Münchhausena w wersji Gottfrieda Augusta Bürgera i stylizowany na ryciny Gustave’a Doré’a[12];
- Dwaj muszkieterowie (1964), satyra wojny trzydziestoletniej, inspirowana grawerunkami Matthäusa Meriana[13];
- Skradziony balon (1966), zainspirowany powieściami Verne’a Dwa lata wakacji i Tajemnicza wyspa, w stylu secesyjnym oraz Wystawą Jubileuszową w Pradze w 1891 roku[14];
- Na komecie (1970), antywojenna fantazja oparta na Hector Servadac Verne’a.

Był członkiem jury 2. Międzynarodowego Festiwalu Filmowego w Moskwie w 1961 roku oraz 7. Międzynarodowego Festiwalu Filmowego w Moskwie w 1971 roku.
Czechosłowacki rząd przyznał mu tytuł Artysty Narodowego w 1970 roku.
Po filmach fabularnych na żywo Zeman eksperymentował z bardziej klasycznymi formami animacji, poczynając od siedmiu krótkich opowiadań o Sindbadzie Żeglarzu, które następnie zostały rozszerzone do filmu fabularnego Baśnie tysiąca i jednej nocy (1974). Jego ostatnie filmy to Krabat – Uczeń czarnoksiężnika (1978) na podst. Krabata Otfrieda Preußlera i Janek i Marzenka (1980) odwołujący się plastycznie do ilustracji ze średniowiecznych ksiąg. 3 listopada 1980 roku, z okazji siedemdziesiątych urodzin Zemana, prezydent Czechosłowacji Gustáv Husák nadał mu Order Republiki.  
Zeman zmarł w Gottwaldovie (dzisiejszy Zlín) 5 kwietnia 1989 roku na kilka miesięcy przed aksamitną rewolucją.

## Dziedzictwo
Prace Zemana miały wpływ na czeskiego animatora Jana Švankmajera, a także na amerykańskiego twórcę filmowego Terry’ego Gilliama, który powiedział o Zemanie: „Zrobił to, co wciąż próbuję zrobić, to znaczy spróbować połączyć akcję na żywo z animacją. Jego doroczne eskalacje były wspaniałe”. Tim Burton opisał proces twórczy Zemana jako „niezwykle inspirujący” dla jego własnej twórczości i zidentyfikował Zemana i amerykańskiego animatora Raya Harryhausena jako jego wpływy pod względem „zatrzymania ruchu” i „bardziej ręcznej jakości”. Sam Harryhausen mówił również w wywiadach o swoim podziwie dla Zemana, a filmy amerykańskiego reżysera Wesa Andersona zawierają hołd dla dzieł Zemana.
Historyk filmu Georges Sadoul zidentyfikował Zemana jako „poszerzającego horyzonty ósmej sztuki, animacji”, dodając, że jest sukcesorem Mélièsa.
Z okazji wystawy animacji w 2010 r. Kuratorzy Barbican Center powiedzieli o Zemanie: „chociaż jego wpływy przewyższają jego światową sławę, jest on bez wątpienia jednym z największych animatorów wszech czasów”.
W 2012 roku muzeum poświęcone Zemanowi i jego pracom, Muzeum Karla Zemana, zostało otwarte w pobliżu Mostu Karola w Pradze.